# ژانت رانکین
ژانت پیکرینگ رانکین (انگلیسی: Jeannette Pickering Rankin؛ زاده ۱۱ ژوئن ۱۸۸۰- در گذشته ۱۸ مه ۱۹۷۳) نخستین زن در کنگره ایالات متحده آمریکا بود. رانکین از نظر سیاسی جمهوری‌خواه و صلح‌جو بود.
رانکین از ایالت مونتانا در ۱۹۱۶ و دوباره در ۱۹۴۰ برگزیده شد. وی تنها کسی در کنگره ایالات متحده آمریکا بود که بر ضد وارد شدن ایالات متحده آمریکا در جنگ جهانی اول و جنگ جهانی دوم رای داد. رانکین تنها خانمی است که تا کنون در مونتانا برای کنگره انتخاب شده‌است.
ژانت در مزرعه‌ای نزدیک میزولا، در مونتانا زاده شد. وی نخستین فرزند جان رنکین مزرعه دار، مهاجری از کانادا بود. رنکین هفت خواهر و برادر داشت که یک از آن‌ها در کودکی درگذشت.
رانکین که در عصر ترقی‌خواهی مبارزی برای گرفتن حق رای زنان بود، سازماندهی و تلاش کرد تا حقوق زنان را در چندین ایالت از جمله مونتانا، نیویورک و داکوتای شمالی قانونی کند. زمانی که در کنگره بود، قانونی را معرفی کرد که در نهایت به متمم نوزدهم قانون اساسی ایالات متحده آمریکا تبدیل شد و حق رای نامحدودی را به زنان در سراسر کشور اعطا کرد. او در طول زندگی حرفه‌ای که بیش از شش دهه به طول انجامید، از بسیاری از موضوعات مختلف حقوق زنان و حقوق مدنی و سیاسی دفاع کرد.

## زندگی‌نامه
رانکین در ۱۱ ژوئن ۱۸۸۰ در نزدیکی میزولا در خطه مونتانا، نه سال قبل از تبدیل شدن آن به یک ایالت، در خانواده معلم مدرسه اولیو (پیکرینگ) و مهاجر اسکاتلندی-کانادایی جان رانکین، یک کارخانه دار ثروتمند، متولد شد. او بزرگ‌ترین فرزند از شش فرزند بود، از جمله پنج خواهر (که یکی از آنها در کودکی فوت کرد) و یک برادر به نام ولینگتون بود که دادستان کل مونتانا شد و بعداً قاضی دادگاه عالی مونتانا شد. یکی از خواهران او، ادنا رنکین مک کینون، اولین زن متولد مونتانا بود که در آزمون وکالت در مونتانا موفق شد و یک فعال اجتماعی اولیه برای دسترسی به پیشگیری از بارداری بود.
رنکین در سال ۱۸۹۸ از دبیرستان فارغ‌التحصیل شد. او در دانشگاه مونتانا تحصیل کرد و در سال ۱۹۰۲ به اخذ مدرک لیسانس زیست‌شناسی نایل شد. قبل از حرفه سیاسی و وکالت، او مشاغل مختلفی از جمله طراحی لباس، طراحی مبلمان و تدریس را بررسی کرد.
پس از مرگ پدرش در سال ۱۹۰۴، رانکین مسئولیت مراقبت از خواهر و برادر کوچکترش را بر عهده گرفت.

## فعالیت در جنبش حق‌رای

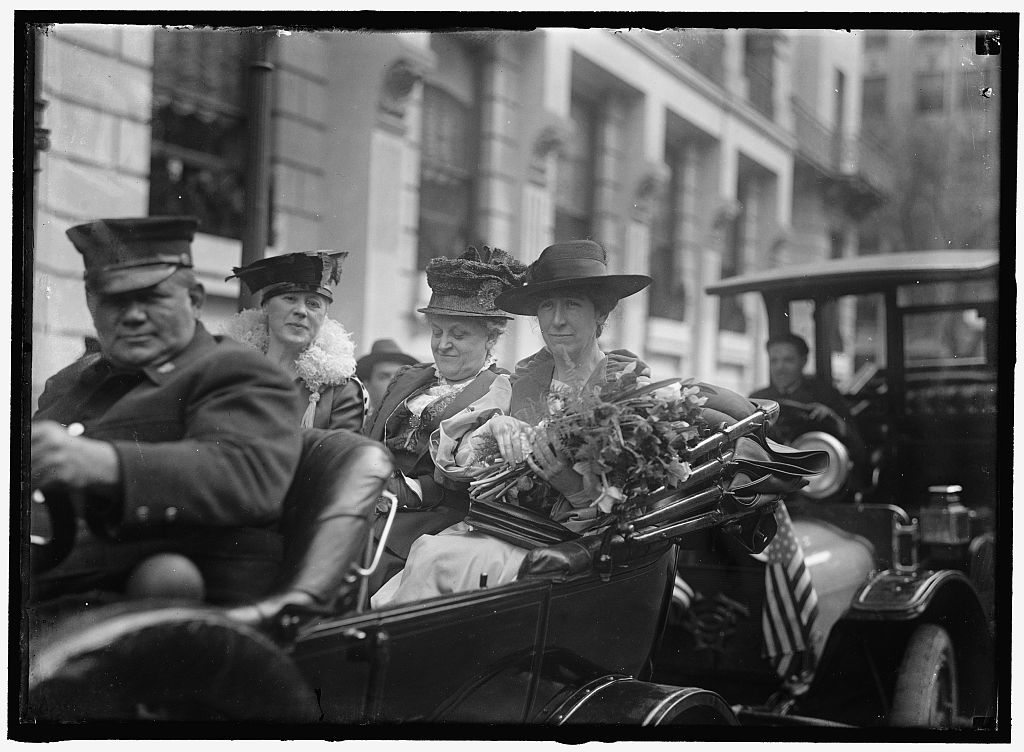
ژانت رانکین، نماینده مونتانا

در سن ۲۷ سالگی، رانکین به سانفرانسیسکو نقل مکان کرد تا شغلی در زمینه مددکاری اجتماعی، که یک زمینه جدید و در حال توسعه بود، بگیرد. با اطمینان از اینکه خواسته خود را پیدا کرده‌است، در مدرسه بشردوستی نیویورک در شهر نیویورک ثبت نام کرد و سالهای ۱۹۰۸ و ۱۹۰۹ در آنجا بود. پس از یک دوره کوتاه به عنوان یک مددکار اجتماعی در اسپوکن، واشینگتن، رانکین برای حضور در دانشگاه واشینگتن به سیاتل نقل مکان کرد و در جنبش حق رای زنان درگیر شد. در نوامبر ۱۹۱۰، رای‌دهندگان واشینگتن اصلاحیه ای را در قانون اساسی ایالتی خود تصویب کردند و زنان به‌طور دائم از حق رای برخوردار شدند، این پنجمین ایالت در اتحادیه بود که این کار را انجام داد.
با بازگشت به نیویورک، رانکین یکی از سازمان‌دهندگان حزب حق رأی زنان در نیویورک شد، که به سایر سازمان‌های حق رأی پیوست تا لایحه مشابهی را در مجلس قانونگذاری آن ایالت تبلیغ کند. در این دوره، رانکین همچنین به واشینگتن سفر کرد تا از طرف انجمن ملی حق رأی زنان آمریکایی (NAWSA) لابی کند.
در فوریه ۱۹۱۱، او اولین زنی بود که در مقابل مجلس قانونگذاری مونتانا سخنرانی کرد و در حمایت از حق رای برای زنان در ایالت خود بحث کرد. در نوامبر ۱۹۱۴، مونتانا هفتمین ایالت شد که به زنان حق رای نامحدود اعطا کرد. رانکین تلاش‌های سازمان‌های مردمی مختلف را برای ترویج کمپین‌های حق رأی خود در نیویورک و مونتانا (و بعداً در داکوتای شمالی) هماهنگ کرد. بعدها، او از همان زیرساخت‌های مردمی در طول مبارزات انتخاباتی خود در کنگره در سال ۱۹۱۶ استفاده کرد.
رانکین بعداً کار خود را در جنبش حق رای زنان با ترویج سیاست خارجی صلح‌طلبانه‌ای که حرفه او در کنگره را تعریف کرد، مقایسه کرد. او مانند بسیاری از رای‌دهندگان آن دوره معتقد بود که فساد و ناکارآمدی دولت ایالات متحده ناشی از عدم مشارکت زنان است. او در یک کنفرانس خلع سلاح در دوران بین دو جنگ گفت: «مشکل صلح مشکل زنان است».

## مجلس نمایندگان

### اولین دوره کنگره
کارزار رنکین برای به دست آوردن یکی از دو کرسی اصلی مجلس مونتانا در انتخابات کنگره ۱۹۱۶ توسط برادرش ولینگتون، یکی از اعضای بانفوذ حزب جمهوری‌خواه مونتانا، تأمین مالی و مدیریت شد. او مسافت‌های طولانی را طی کرد تا به مردم ایالت که جمعیتی بسیار پراکنده بودند برسد. رانکین تلاش برای بدست آوردن حمایت را در ایستگاه‌های قطار، گوشه‌های خیابان‌ها، صرف شام در مزرعه‌ها و در مدرسه‌های کوچک دورافتاده ادامه داد. او به عنوان یک ترقی‌خواه در کارزار انتخاباتی شرکت کرد و بر حمایت خود از حق رای و رفاه اجتماعی تأکید کرد. در انتخابات مقدماتی جمهوری خواهان، رنکین بیشترین آرا را از بین هشت نامزد جمهوری‌خواه به دست آورد.
در انتخابات سراسری در ۷ نوامبر، دو رای آورنده برتر کرسی‌ها را به دست آوردند. رنکین فرانک برد لیندرمن را شکست داد و در رای‌گیری دوم شد. او اولین زن منتخب کنگره شد. او در سخنرانی پیروزی خود گفت: به عنوان تنها زنی در کشور با قدرت رای در کنگره، «من عمیقاً از مسئولیتی که بر عهده من است آگاه هستم»
مدت کوتاهی پس از آغاز دوره نمایندگی وی، کنگره در پاسخ به اعلام جنگ نامحدود آلمان بر تمام کشتیرانی در اقیانوس اطلس، به جلسه فوق‌العاده آوریل فراخوان داد. در ۲ آوریل ۱۹۱۷، رئیس‌جمهور وودرو ویلسون، در یک جلسه مشترک، از کنگره خواست تا با اعلان جنگ علیه آلمان، «جهان را برای دموکراسی امن کند». پس از بحث‌های فشرده، قطعنامه جنگ در ساعت ۳ صبح روز ۶ آوریل در مجلس به رای گذاشته شد.رنکین یکی از ۵۰ رای مخالف را به صندوق انداخت. او گفت: «من می‌خواهم برای کشورم دفاع کنم، اما نمی‌توانم به جنگ رای بدهم». برخی رای او را بی‌اعتبار کردن جنبش حق رای و اقتدار او در کنگره دانستند، اما برخی دیگر از جمله آلیس پال از حزب ملی زنان و نماینده  فییورلو لاگواردیا از نیویورک، آن را تحسین کردند

پرتره‌ای از رنکین، در مجموعه مجلس نمایندگان

رنکین از دفتر خود برای ایجاد شرایط کاری بهتر برای کارگران استفاده کرد. 
در ۸ ژوئن ۱۹۱۷، در فاجعه معدن اسپکولاتور در بوت، ۱۶۸ معدنچی کشته شدند. کارگران خواستار اعتصاب اعتراضی گسترده به دلیل شرایط کاری شدند.رانکین سعی کرد مداخله کند، اما شرکت‌های معدن از ملاقات با او یا با معدنچیان خودداری کردند و قانون پیشنهادی او برای پایان دادن به اعتصاب ناموفق بود. 

## دوره دوم کنگره
رانکین مبارزات انتخاباتی خود را برای کنگره در سال ۱۹۳۹ با بازدید از دبیرستان‌های مونتانا آغاز کرد. او ترتیب داد تا در ۵۲ دبیرستان از ۵۶ دبیرستان ناحیه اول کنگره سخنرانی کند تا پس از سال‌ها گذراندن بیشتر وقت خود در جورجیا، رابطه خود را با منطقه از نو برقرار کند.یک بار دیگر، رانکین از حمایت سیاسی برادرش ولینگتون که دوستان زیادی داشت برخوردار شد، هرچند اقوام نزدیک و خانوادگی‌اش سبک زندگی و دیدگاه‌های سیاسی متفاوتی داشتند.
در رقابت ۱۹۴۰، رانکین - که اکنون ۶۰ ساله است - در انتخابات مقدماتی ژوئیه، جاکوب تورکلسون، یک یهودی‌ستیز معروف، و نماینده سابق جری جی اوکانل، را در انتخابات عمومی شکست داد. او در کمیته منابع عمومی و کمیته امور جزیره ای منصوب شد. 

## سال‌های بعد

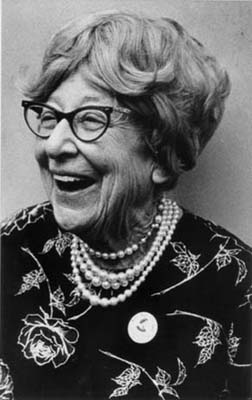
رانکین، ۱۹۷۳

در طول بیست سال بعد، رانکین به نقاط مختلف جهان سفر کرد، و مکرراً از هند بازدید کرد. در آنجا او آموزه‌های صلح‌طلبانه مهاتما گاندی را مطالعه کرد. 
در دهه‌های ۱۹۶۰ و ۱۹۷۰، نسل جدیدی از صلح‌طلبان، فمینیست‌ها و حامیان حقوق مدنی از رانکین الهام گرفتند و تلاش‌های او را به گونه‌ای پذیرفتند که نسل خود او چنین نکرده بود. او این بار در مخالفت با جنگ ویتنام به فعالیت پرداخت. در ژانویه ۱۹۶۸، بریگاد ژانت رانکین، ائتلافی از گروه‌های صلح زنان، راهپیمایی ضد جنگی را در واشینگتن دی سی ترتیب داد که بزرگ‌ترین راهپیمایی زنان از زمان رژه حق رای زنان در سال ۱۹۱۳ بود. 
رانکین ۵۰۰۰ شرکت‌کننده را از ایستگاه یونیون به پای ساختمان کاخ کنگره آمریکا هدایت کرد و در آنجا طومار صلح را به جان مک کورمک، رئیس مجلس نمایندگان ارائه کردند.
در همان همزمان، گروهی منشعب از فعالان جنبش آزادی زنان با برپایی «دفن زنان واقعی» در گورستان ملی آرلینگتون، اعتراضی را در اعتراضات بریگاد ایجاد کردند تا توجه را به نقش منفعلانه‌ای که به زنان به عنوان همسر و مادر اختصاص داده می‌شود جلب کنند.

## مرگ و میراث

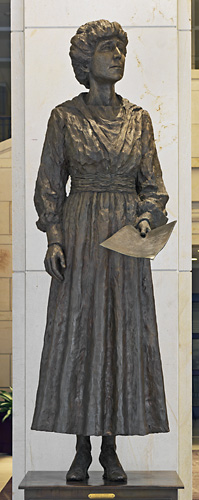
مجسمه ژانت رانکین

رانکین در ۱۸ مه ۱۹۷۳ در سن ۹۲ سالگی در کارمل کالیفرنیا درگذشت.  برای او سنگ یادبودی در قبرستان میسولا گذاشته شده‌است. 
او دارایی خود، از جمله ملک در واتکینسویل، جورجیا، را برای کمک به «زنان کارگر بالغ و بیکار» به وصیت گذاشت. اقامتگاه او در مونتانا، که به عنوان مزرعه رانکین شناخته می‌شود، در سال ۱۹۷۶ به فهرست ثبت ملی مکان‌های تاریخی اضافه شد. 
مجسمه رانکین توسط تری میمناو با نوشته «من نمی‌توانم به جنگ رای بدهم» در سال ۱۹۸۵ در تالار مجسمه کنگره ایالات متحده قرار داده شد. مورخ جوآن هاف ویلسون در مراسم اهدای آن، رانکین را «یکی از بحث‌برانگیزترین و منحصر به فردترین زنان درمونتانا، تاریخ سیاسی آمریکا و جهان» نامید.  نسخه‌ای ساخته شده از روی این مجسمه در ساختمان کنگره مونتانا در شهر هلنا قرار دارد. در سال ۱۹۹۳، رانکین وارد لیست تالار ملی مشاهیر زن شد. 